# Écran de fumée (téléfilm)
Cet article concerne le film. Pour la tactique militaire, voir Écran de fumée.
Écran de fumée (Sandra Brown's Smoke Screen) est un téléfilm américain réalisé par Gary Yates et diffusé le 21 novembre 2010 sur Lifetime Movie Network.

## Synopsis
Une journaliste se réveille progressivement à côté d'un cadavre. Elle ne se souvient absolument de rien concernant les événements de la veille. Une équipe de policiers vont immédiatement se charger de l'affaire pour tenter d'éclaircir ce mystérieux fait d'actualité.

## Fiche technique
- Titre original : Sandra Brown's Smoke Screen
- Réalisation : Gary Yates
- Scénario : Karen Stillman, d'après un roman de Sandra Brown
- Photographie : C. Kim Miles
- Musique : Jonathan Goldsmith (en)
- Pays d'origine :  États-Unis
- Langue originale : anglais
- Durée : 87 minutes
- Date de diffusion :
  -  France : 17 juin 2014 sur TF1

## Distribution
- Jaime Pressly (VFB : Audrey d'Hulstère) : Britt Shelley[1]
- Currie Graham (VFB : Franck Dacquin) : Raley Gannon[1]
- Garwin Sanford : Gary
- Larissa Laskin (VFB : Laurence César) : Candy
- Marie Avgeropoulos : Suzi
- Brendan Fletcher (VFB : Nicolas Matthys) : Pat, Jr.
- Martin Cummins : Jay
- Zak Santiago (VFB : Antonio Lo Presti) : inspecteur Javier
- Malcolm Stewart (en) : Bill Alexander
- Blu Mankuma (VFB : Patrick Descamps) : inspecteur Clark